# Ді-Вітт (Небраска)
Ді-Вітт (англ. De Witt) — селище (англ. village) в США, в окрузі Салін штату Небраска. Населення — 530 осіб (2020).

## Географія
Ді-Вітт розташоване за координатами 40°23′43″ пн. ш. 96°55′20″ зх. д. / 40.39528° пн. ш. 96.92222° зх. д. (40.395311, -96.922209).  За даними Бюро перепису населення США в 2010 році селище мало площу 1,08 км², уся площа — суходіл.

## Демографія
Згідно з переписом 2010 року, у селищі мешкало 513 осіб у 222 домогосподарствах у складі 154 родин. Густота населення становила 475 осіб/км².  Було 245 помешкань (227/км²).
Расовий склад населення:
| - 96,3 % — білих - 1,0 % — корінних американців - 1,0 % — чорних або афроамериканців - 1,0 % — осіб інших рас |

До двох чи більше рас належало 0,8 %. Частка іспаномовних становила 2,9 % від усіх жителів.
За віковим діапазоном населення розподілялося таким чином: 23,2 % — особи молодші 18 років, 61,4 % — особи у віці 18—64 років, 15,4 % — особи у віці 65 років та старші. Медіана віку мешканця становила 43,6 року. На 100 осіб жіночої статі у селищі припадало 106,9 чоловіків;  на 100 жінок у віці від 18 років та старших — 94,1 чоловіків також старших 18 років.
Середній дохід на одне домашнє господарство  становив 54 636 доларів США (медіана — 48 250), а середній дохід на одну сім'ю — 64 380 доларів (медіана — 61 875). Медіана доходів становила 35 625 доларів для чоловіків та 38 750 доларів для жінок. За межею бідності перебувало 12,3 % осіб, у тому числі 21,6 % дітей у віці до 18 років та 4,1 % осіб у віці 65 років та старших.
Цивільне працевлаштоване населення становило 265 осіб. Основні галузі зайнятості: виробництво — 29,1 %, освіта, охорона здоров'я та соціальна допомога — 21,1 %, роздрібна торгівля — 17,0 %.